# Ministro de Comercio Exterior y Turismo del Perú
El Ministro de Comercio Exterior y Turismo del Perú es el encargado del Ministerio de Comercio Exterior y Turismo dentro del Consejo de Ministros del Perú. La actual ministra es Úrsula Desilú León.

## Funciones
El Ministro es el encargado del comercio y exportaciones del Perú, así como del flujo de turistas. Desde el 2001, es el encargado de coordinar la apertura de los mercados internaciones, mediante los Tratados de libre comercio. Su cargo también es el encargado ayudar a los sectores como artesanía

## Lista de Ministros de Industria, Turismo e Integración (1969-1980)
| Ministro                 | Partido | Periodo                                        | Presidente                 |
| ------------------------ | ------- | ---------------------------------------------- | -------------------------- |
| Jorge Camino de la Torre | Militar | 1 de abril de 1969 - 16 de octubre de 1969     | Juan Velasco Alvarado      |
| Jorge Dellepiane Ocampo  | Militar | 16 de octubre de 1969 - 27 de abril de 1971    | Juan Velasco Alvarado      |
| Alberto Jiménez de Lucio | Militar | 27 de abril de 1971 - 29 de agosto de 1975     | Juan Velasco Alvarado      |
| Gastón Ibáñez O'Brien    | Militar | 29 de agosto de 1975 - 15 de mayo de 1978      | Francisco Morales Bermúdez |
| Gabriel Lanatta Piaggio  | Civil   | 15 de mayo de 1978 - 16 de septiembre de 1978  | Francisco Morales Bermúdez |
| Jorge Du Bois Gervasi    | Militar | 16 de septiembre de 1978 - 27 de julio de 1980 | Francisco Morales Bermúdez |

El presidente Juan Velasco Alvarado en su gobierno dividió los ministerios.
| Ministerio          | Ministro                                     | Periodo                                                                            | Presidente            |
| ------------------- | -------------------------------------------- | ---------------------------------------------------------------------------------- | --------------------- |
| Comercio            | Luis Barandiarán Pagador Luis Arias Graziani | enero de 1974 - 16 de octubre de 1974 18 de octubre de 1974 - 30 de agosto de 1975 | Juan Velasco Alvarado |
| Industria y Turismo | Alberto Jiménez de Lucio                     | enero de 1974 - 30 de agosto de 1975                                               | Juan Velasco Alvarado |

## Lista de Ministros de Industria, Turismo, Integración y Negociaciones Comerciales Internacionales (1980-2002)
| Ministro                        | Partido                   | Periodo                                         | Presidente              |
| ------------------------------- | ------------------------- | ----------------------------------------------- | ----------------------- |
| Roberto Rotondo Mendoza         | Independiente             | 28 de julio de 1980 - 4 de agosto de 1981       | Fernando Belaúnde Terry |
| Roberto Persivale Serrano       | Independiente             | 4 de agosto de 1981 - 4 de agosto de 1982       | Fernando Belaúnde Terry |
| Gonzalo de la Puente y Lavalle  | Independiente             | 4 de agosto de 1982 - 4 de agosto de 1983       | Fernando Belaúnde Terry |
| Iván Rivera Flores              | Independiente             | 4 de agosto de 1983 - 11 de abril de 1984       | Fernando Belaúnde Terry |
| Álvaro Becerra Sotero           | Independiente             | 11 de abril de 1984 - 28 de julio de 1985       | Fernando Belaúnde Terry |
| César Atala Nazzal              | Partido Aprista Peruano   | 28 de julio de 1985 - 13 de diciembre de 1985   | Alan García             |
| Manuel Romero Caro              | Independiente             | 13 de diciembre de 1985 - 2 de octubre de 1987  | Alan García             |
| Alberto Vera La Rosa            | Partido Aprista Peruano   | 2 de octubre de 1987 - 13 de mayo de 1988       | Alan García             |
| Guillermo Artega Rashlton       | Independiente             | 13 de mayo de 1988 - 2 de septiembre de 1988    | Alan García             |
| Juan García Cabrejos            | Partido Aprista Peruano   | 2 de septiembre de 1988 - 1 de marzo de 1989    | Alan García             |
| Carlos Raffo Dasso              | Partido Aprista Peruano   | 1 de marzo de 1989 - 28 de julio de 1990        | Alan García             |
| Guido Pennano Allison           | Independiente             | 28 de julio de 1990 - 15 de febrero del 1991    | Alberto Fujimori        |
| Víctor Joy Way Rojas            | Cambio 90 - Nueva Mayoría | 15 de febrero de 1991 - 28 de julio del 1993    | Alberto Fujimori        |
| Alfonso Bustamante y Bustamante | Independiente             | 28 de julio de 1993 - 17 de febrero de 1994     | Alberto Fujimori        |
| Liliana Canale Novella          | Independiente             | 17 de febrero de 1994 - 6 de noviembre de 1996  | Alberto Fujimori        |
| Gustavo Caillaux Zazzali        | Independiente             | 6 de noviembre de 1996 - 13 de octubre de 1999  | Alberto Fujimori        |
| Juan Carlos Hurtado Miller      | Vamos Vecino              | 13 de octubre de 1999 - 29 de julio del 2000    | Alberto Fujimori        |
| Gonzalo Romero de la Puente     | Somos Perú                | 29 de julio del 2000 - 22 de noviembre del 2000 | Alberto Fujimori        |
| Emilio Navarro Castañeda        | Independiente             | 22 de noviembre del 2000 - 18 de enero del 2001 | Valentín Paniagua       |
| Juan Incháustegui Vargas        | Acción Popular            | 18 de enero del 2001 - 28 de julio del 2001     | Valentín Paniagua       |
| Raúl Diez-Canseco Terry         | Acción Popular            | 28 de julio del 2001 - 12 de julio del 2002     | Alejandro Toledo        |

## Lista de Ministros de Comercio Exterior y Turismo (2002-)
| Ministro                        | Partido            | Periodo                                             | Presidente            |
| ------------------------------- | ------------------ | --------------------------------------------------- | --------------------- |
| Raúl Diez-Canseco Terry         | Acción Popular     | 12 de julio del 2002 - 10 de noviembre del 2003     | Alejandro Toledo      |
| Alfredo Ferrero Diez-Canseco    | Independiente      | 10 de noviembre del 2003 - 28 de julio del 2006     | Alejandro Toledo      |
| Mercedes Aráoz Fernández        | Independiente      | 28 de julio del 2006 - 11 de julio del 2009         | Alan García           |
| Martín Pérez Monteverde         | Unidad Nacional    | 11 de julio del 2009 - 14 de septiembre del 2010    | Alan García           |
| Eduardo Ferreyros Küppers       | Independiente      | 14 de septiembre del 2010 - 28 de julio del 2011    | Alan García           |
| José Luis Silva Martinot        | Independiente      | 28 de julio del 2011 - 22 de julio del 2013         | Ollanta Humala        |
| Magali Silva Velarde-Álvarez    | Independiente      | 24 de julio del 2013 - 28 de julio del 2016         | Ollanta Humala        |
| Eduardo Ferreyros Küppers       | Independiente      | 28 de julio del 2016 - 23 de marzo del 2018         | Pedro Pablo Kuczynski |
| Eduardo Ferreyros Küppers       | Independiente      | 23 de marzo del 2018 - 2 de abril del 2018          | Martín Vizcarra       |
| Rogers Valencia Espinoza        | Independiente      | 2 de abril del 2018 - 18 de diciembre del 2018      | Martín Vizcarra       |
| Edgar Vásquez Vela              | Independiente      | 18 de diciembre del 2018 - 15 de julio del 2020     | Martín Vizcarra       |
| Rocío Barrios Alvarado          | Independiente      | 15 de julio del 2020 - 10 de noviembre del 2020     | Martín Vizcarra       |
| María Seminario Marón           | Independiente      | 12 de noviembre del 2020 - 17 de noviembre del 2020 | Manuel Merino         |
| Claudia Cornejo Mohme           | Partido Morado     | 18 de noviembre del 2020 - 28 de julio del 2021     | Francisco Sagasti     |
| Roberto Sánchez Palomino        | Juntos por el Perú | 29 de julio del 2021 - 7 de diciembre del 2022      | Pedro Castillo        |
| Luis Fernando Helguero González | Independiente      | 10 de diciembre del 2022 - 23 de abril del 2023     | Dina Boluarte         |
| Juan Carlos Mathews Salazar     | Independiente      | 23 de abril del 2023 - 1 de abril del 2024          | Dina Boluarte         |
| Elizabeth Galdo Marín           | Avanza País        | 1 de abril del 2024 - 3 de septiembre del 2024      | Dina Boluarte         |
| Úrsula León Chempén             | Independiente      | 3 de septiembre del 2024 - en funciones             | Dina Boluarte         |

- Datos: Q5638575